# Atlético Roraima Clube
L'Atlético Roraima Clube és un club de futbol brasiler de la ciutat de Boa Vista a l'estat de Roraima.

## Història
L'Atlético Roraima va ser fundat l'1 d'octubre de 1944. Guanyà el Campionat roraimense divuit cops fins a l'any 2009. Participà en el Campeonato Brasileiro Série C el 1995, on fou eliminat pel Nacional. També participà en el Campeonato Brasileiro Série D l'any 2009.

## Estadi
El club disputa els seus partits a l'Estadi Flamarion Vasconcelos, anomenat Canarinho. Té una capacitat màxima per a 10.000 espectadors.

## Palmarès
- Campionat roraimense:
  - 1975, 1976, 1978, 1980, 1981, 1983, 1985, 1987, 1990, 1993, 1995, 1998, 2001, 2002, 2003, 2007, 2008, 2009